# Cistícola vulpina
La cistícola vulpina (Cisticola troglodytes) és una espècie d'ocell passeriforme de la família Cisticolidae pròpia de l'Àfrica central i oriental.

## Hàbitat i distribució
L'hàbitat natural són els boscos tropicals, sabana seca i praderes inundables tropicals.
Es nativa de la República Centreafricana (Bozoum i el Parc Nacional del Manovo-Gounda Saint-Floris), República Democràtica del Congo (Parc Nacional del Garamba), Etiòpia (Parc Nacional Gambela), Kenya (mont Elgon), Sudan del sud (Muntanyes Ashana-Bandingilo-Dinder-Imatong i Juba) i Uganda(Parc Nacional de la Vall de Kidepo), bosc del mont Kie, reserva forestal del mont Moroto i la reserva forestal del Mont Otzi). També és una espècie vagant a Mali.